# Rodrigo Malmierca Díaz

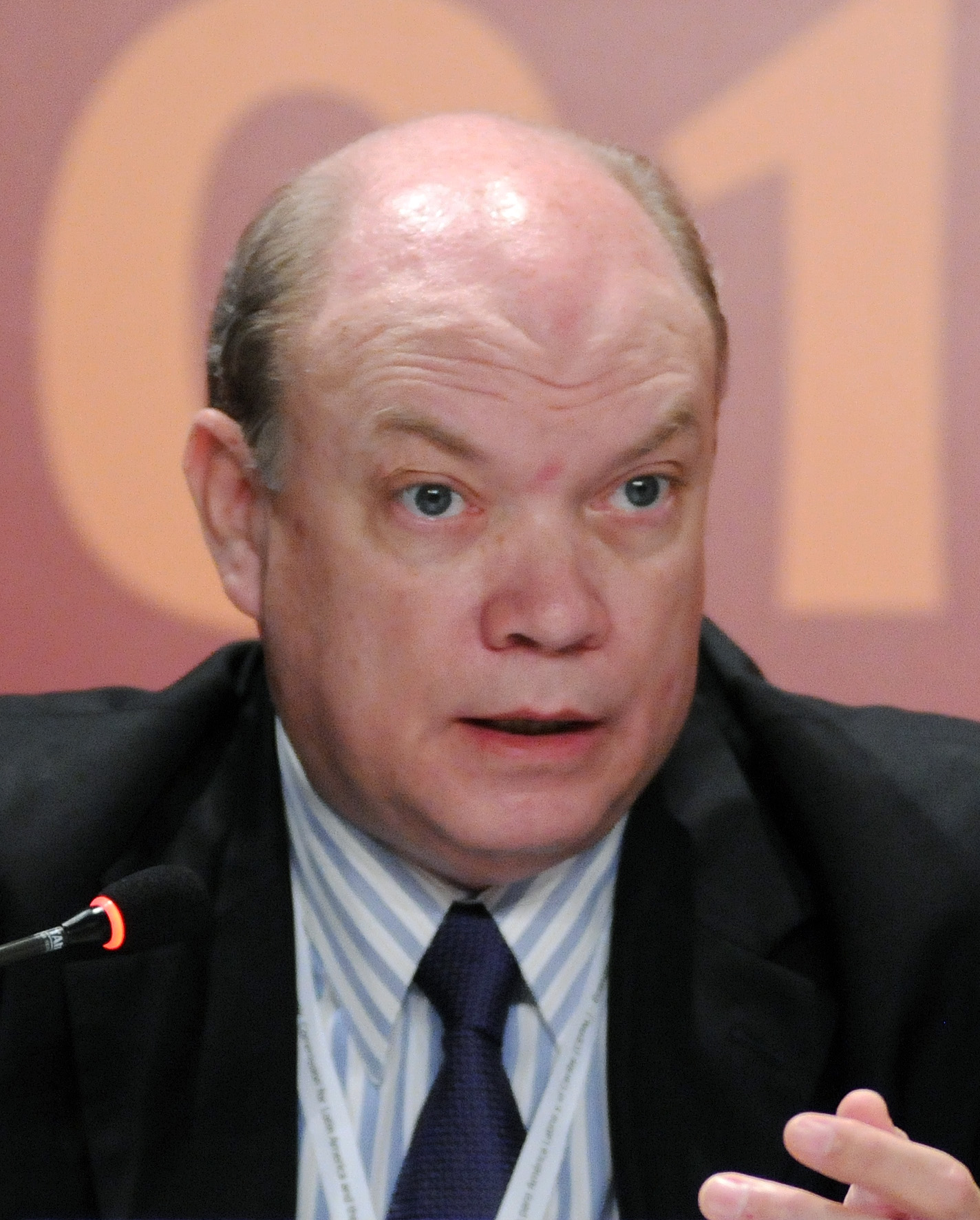
Rodrigo Malmierca Díaz (2014)

Rodrigo Malmierca Díaz (* 14. Oktober 1956) ist ein kubanischer Diplomat und Politiker der Kommunistischen Partei Kubas (PCC). Von 2009  bis 2023 war er Minister für Außenhandel und Ausländische Investitionen im Ministerrat Kubas.

## Leben
Rodrigo  Malmierca Díaz, Sohn des langjährigen Außenministers Isidoro Malmierca, absolvierte nach dem Schulbesuch ein Studium der Wirtschaftswissenschaften, das er mit einem Lizenziat abschloss. Danach nahm er 1981 eine Tätigkeit als Techniker in der Projektverwaltung des Unternehmens ECIMETAL auf, wechselte aber bereits 1982 als Fachmann für Zusammenarbeit in das Staatliche Komitee für wirtschaftliche Zusammenarbeit (Comité Estatal de Colaboración Económica). 1992 wurde er Botschaftsrat für wirtschaftliche Angelegenheiten an der Botschaft in Brasilien und danach 1997 Direktor der Abteilung Industrieländer im damaligen Ministerium für Auslandsinvestitionen und wirtschaftliche Zusammenarbeit, ehe er 1998 Vizeminister für Auslandsinvestitionen und wirtschaftliche Zusammenarbeit wurde.
2002 übernahm Malmierca Díaz den Posten als Botschafter bei der Europäischen Union (EU) in Brüssel und war zugleich als Botschafter in Belgien sowie in Luxemburg akkreditiert. 2005 wurde er Botschafter und Ständiger Vertreter bei den Vereinten Nationen in New York City und verblieb dort bis 2008. Nach seiner Rückkehr wurde er 2008 als Nachfolger von Marta Lomás Morales zunächst Minister für Auslandsinvestitionen und wirtschaftliche Zusammenarbeit (Ministero para la Inversión Extranjera y la Colaboración Económica).
Nach der Zusammenlegung des Ministeriums für Ausländische Investitionen und wirtschaftliche Zusammenarbeit mit dem bisherigen Außenhandelsministerium (Ministero del Comercio Exterior) 2009 wurde Malmierca Díaz, der auch Mitglied der Nationalversammlung der Volksmacht (Asamblea Nacional del Poder Popular) sowie Mitglied des Zentralkomitees (ZK) der PCC ist, erster Minister für Außenhandel und Ausländische Investitionen (Ministro del Comercio Exterior e Inversión Extranjera) und damit auch Nachfolger des bisherigen Außenhandelsministers Raúl de la Nuez Ramírez. Im April 2023 wurde er von Ricardo Cabrisas abgelöst.
Seit März 2024 ist Malmierca Botschafter Kubas in Kanada.